# Ievgueni Trefilov
Pour les articles homonymes, voir Trefilov.
Ievgueni Vassilievitch Trefilov (en russe : Евгений Васильевич Трефилов, transcription anglaise : Evgeni Trefilov), né le 4 septembre 1955 à Besleneï (Kraï de Krasnodar, RSFS de Russie), est un entraîneur russe de handball.
Il est principalement connu en tant que sélectionneur de l'Équipe de Russie féminine avec laquelle il a remporté quatre titres de Champion du monde et une médaille d'or olympique en 2016.
Il a parallèlement entraîné plusieurs clubs russes féminins, changeant au gré des moyens financiers apportés par les clubs.

## Biographie
Comme un handballeur, Trefilov jouait dans les équipes Urožaj Krasnodar, Dynamo Astrakhan et Burevestnik Krasnodar (SKIF).
Entraîneur, sélectionneur de l'équipe de Russie féminine depuis 1998, il a auparavant été l'adjoint de Vladimir Maksimov alors sélectionneur de l'équipe de Russie masculine qui avait obtenu le titre de champion du monde.
Avec les féminines, il devient lors des mondiaux de Paris 2007 le premier entraîneur de l'histoire à obtenir trois titres lors des Championnats du monde, titre obtenu face à l'équipe de Norvège féminine.
Lors de la compétition majeure suivante, les Jeux olympiques 2008 de Pékin, la Russie échoue en finale face à la Norvège. Puis à la fin de la même année, elle termine à la troisième place du Championnat d'Europe 2008.
En 2009, la Russie, bien que rajeunie, remporte son troisième titre consécutif en remportant la finale 25 à 22 face à l'équipe de France, seule autre équipe à avoir remporté un titre mondial au XXIe siècle jusqu'alors.
À la suite d'une décevante élimination en quart de finale des Jeux olympiques 2012 de Londres, il est remplacé par Vitaly Krokhin (en). Ce dernier ne parvenant pas à qualifier la Russie pour le Mondial 2013, éliminée en juin par les Pays-Bas, Trefilov est rappelé à la tête de la sélection russe le 16 septembre 2013. Il reste toutefois en parallèle entraineur du SKIF Krasnodar. En 2016, aux Jeux olympiques de Rio, la Russie remporte le titre de champions olympiques après la demi-finale face à la Norvège 38 à 37 (a. p.) et après le finale face à la France 22 à 19.
Entraîneur très exigeant avec ses joueuses, il peut même paraître parfois détestable. En effet, il hurle, gesticule, ne laissant rien passer. L'une de ses joueuses, Emilia Toureï justifie ainsi son refus de rejoindre le club russe de Zvenigorod où officie son entraîneur national : « un mois avec Trefilov, c'est largement suffisant ».
En 2019, des problèmes cardiaques le conduisent à renoncer à son poste de sélectionneur de la Russie et d'entraîneur du Kouban Krasnodar. Il devient alors vice-président de l'Union russe de handball.

### Vie personnelle
Le 8 décembre 1978, Ievgueni et sa femme Tatiana, une économiste, se marient. Ils ont trois enfants: Aleksander, un handballeur international russe, et Anna, une économiste.

## Palmarès d'entraîneur

### En clubs
compétitions internationales 
- vainqueur de la ligue des champions (1) : 2008 (avec Zvenigorod)
- vainqueur de la Coupe d'Europe des vainqueurs de coupe (1) : 2002 (avec Lada)
- vainqueur de la Coupe de l'EHF (2) : 2007 (avec Zvenigorod) 2012 (avec Lada)

 compétitions nationales 
- vainqueur du Championnat de Russie (7) : 2002, 2003, 2004, 2005, 2006 (avec Lada), 2007 (avec Zvenigorod), 2016 (avec Astrakhanochka)
- vainqueur de la Coupe de Russie (4) : 2006 (avec Lada), 2009, 2010 (avec Zvenigorod), 2016 (avec Astrakhanochka)

### Équipe de Russie féminine
Jeux olympiques

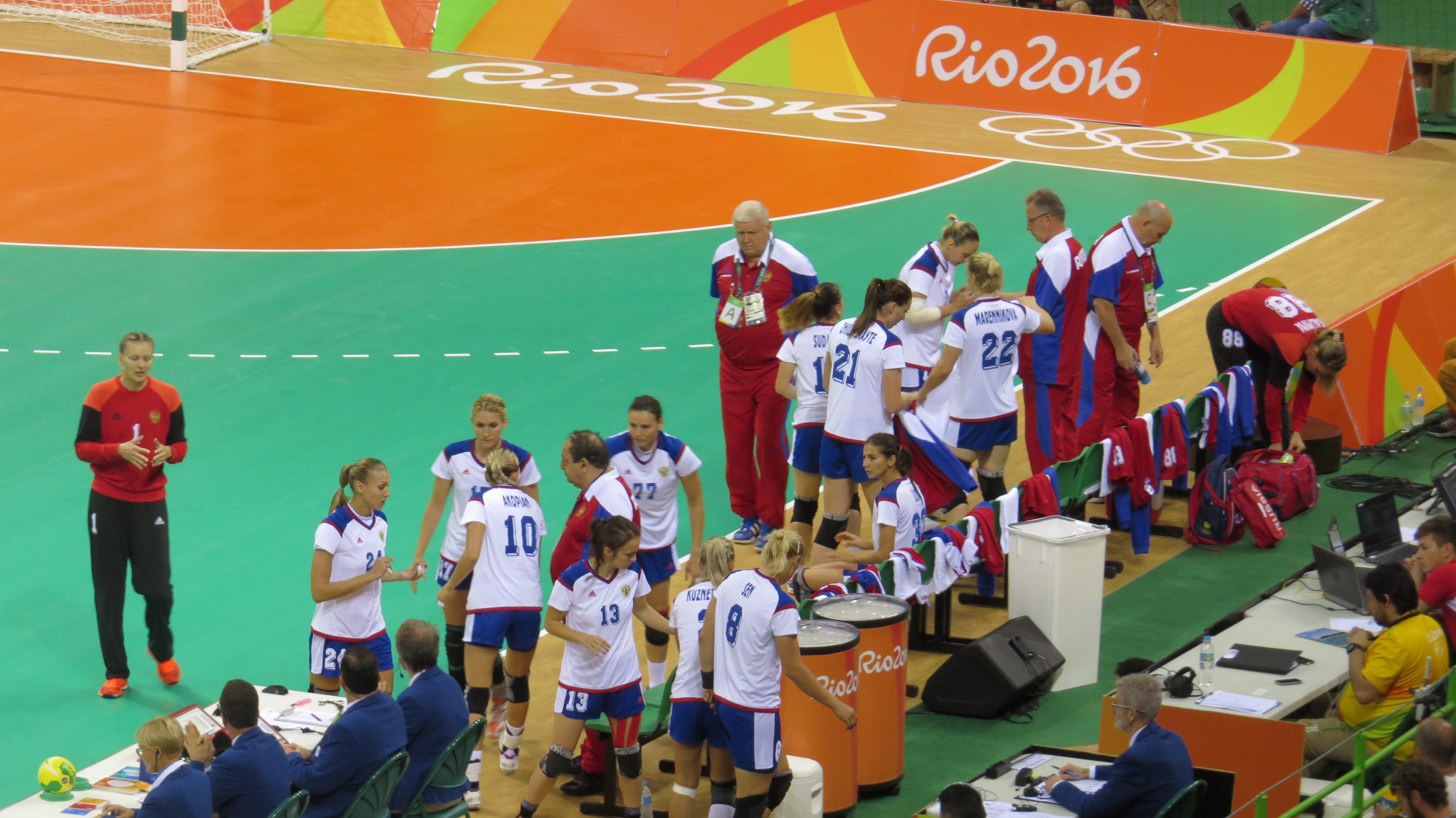
Ievgueni Trefilov et l'Équipe de Russie féminine aux Jeux olympiques 2016.

-  Médaille d'argent aux Jeux olympiques 2008 de Pékin,  Chine
-  Médaille d'or aux Jeux olympiques 2016 de Rio de Janeiro,  Brésil

Championnats du monde
-  Médaille d'or au Championnat du monde 2001,  Italie
-  Médaille d'or au Championnat du monde 2005,  Russie
-  Médaille d'or au Championnat du monde 2007,  France
-  Médaille d'or au Championnat du monde 2009,  Chine

Championnats d'Europe
-  Médaille de bronze au Championnat d'Europe 2000,  Roumanie
-  Médaille d'argent au Championnat d'Europe 2006,  Suède
-  Médaille de bronze au Championnat d'Europe 2008,  Macédoine
-  Médaille d'argent au Championnat d'Europe 2018,  France

## Distinctions personnelles
- élu meilleur entraîneur mondial de l'année d'une équipe féminine en 2009
- Prix sportif national Slava : meilleur entraineur de l'année 2008.